# Asiolasma angka
Espèce
Synonymes
- Dendrolasma angka Schwendinger & Gruber, 1992

Asiolasma angka est une espèce d'opilions dyspnois de la famille des Nemastomatidae.

## Distribution
Cette espèce est endémique de la province de Chiang Mai en Thaïlande. Elle se rencontre sur le Doi Inthanon.

## Description
La femelle holotype mesure 3,8 mm.
Les mâles mesurent 3,2 mm et les femelles de 3,6 à 3,7 mm.

## Systématique et taxinomie
Cette espèce a été décrite sous le protonyme Dendrolasma angka par Schwendinger et Gruber en 1992. Elle est placée dans le genre Cladolasma par Shear en 2010 puis dans le genre Asiolasma par Martens en 2019.

## Étymologie
Son nom d'espèce lui a été donné en référence au lieu de sa découverte, le Doi Angka.

## Publication originale
- Schwendinger & Gruber, 1992 : « A new Dendrolasma (Opiliones, Nemastomatidae) from Thailand. » Bulletin of the British Arachnological Society, vol. 9, no 2, p. 57–60.